# Mark Sifneos
Mark Sifneos (Grieks:  Μαρκ Σιφναίος) (Amsterdam, 24 november 1996) is een Nederlands voetballer van Griekse afkomst die als aanvaller speelt.

## Carrière
Mark Sifneos debuteerde in het betaalde voetbal voor RKC Waalwijk op 1 februari 2016, in de met 3-1 verloren uitwedstrijd tegen Jong PSV. Hij kwam na 77 minuten in het veld voor Ismaïl Yıldırım. In 2017 liep zijn contract af en hij ging daarna in India voor Kerala Blasters in de Indian Super League spelen. In januari 2018 ging hij voor FC Goa spelen. In juli 2018 ondertekende hij een driejarig contract bij Panathinaikos. In augustus 2018 werd hij verhuurd aan PAE Aiginiakos. Het seizoen daarna werd hij verhuurd aan Apollon Larissa. Medio 2020 ging hij naar het Zwitserse FC Chiasso.

### Carrièrestatistieken
| Seizoen        | Club               | Land           | Competitie          | Competitie | Competitie | Beker | Beker | Overig | Overig | Totaal | Totaal |
| Seizoen        | Club               | Land           | Competitie          | Wed.       | Dlp.       | Wed.  | Dlp.  | Wed.   | Dlp.   | Wed.   | Dlp.   |
| -------------- | ------------------ | -------------- | ------------------- | ---------- | ---------- | ----- | ----- | ------ | ------ | ------ | ------ |
| 2014/15        | RKC Waalwijk       | Nederland      | Eerste divisie      | 0          | 0          | 0     | 0     | –      | –      | 0      | 0      |
| 2015/16        | RKC Waalwijk       | Nederland      | Eerste divisie      | 1          | 0          | 0     | 0     | –      | –      | 1      | 0      |
| 2016/17        | RKC Waalwijk       | Nederland      | Eerste divisie      | 2          | 0          | 0     | 0     | 0      | 0      | 2      | 0      |
| 2017/18        | Kerala Blasters FC | India          | Indian Super League | 12         | 4          | 0     | 0     | –      | –      | 12     | 4      |
| 2017/18        | FC Goa             | India          | Indian Super League | 5          | 1          | 0     | 0     | 2      | 0      | 7      | 1      |
| 2018/19        | Panathinaikos FC   | Griekenland    | Super League        | 0          | 0          | 1     | 0     | –      | –      | 1      | 0      |
| 2019/20        | Apollon Larisas    | Griekenland    | Super League 2      | 19         | 7          | 3     | 0     | -      | -      | 22     | 7      |
| 2020/21        | FC Chiasso         | Zwitserland    | Challenge League    | 30         | 4          | 2     | 1     | -      | -      | 32     | 5      |
| Carrièretotaal | Carrièretotaal     | Carrièretotaal | Carrièretotaal      | 69         | 16         | 6     | 1     | 2      | 0      | 77     | 17     |